# Culture de la Gambie

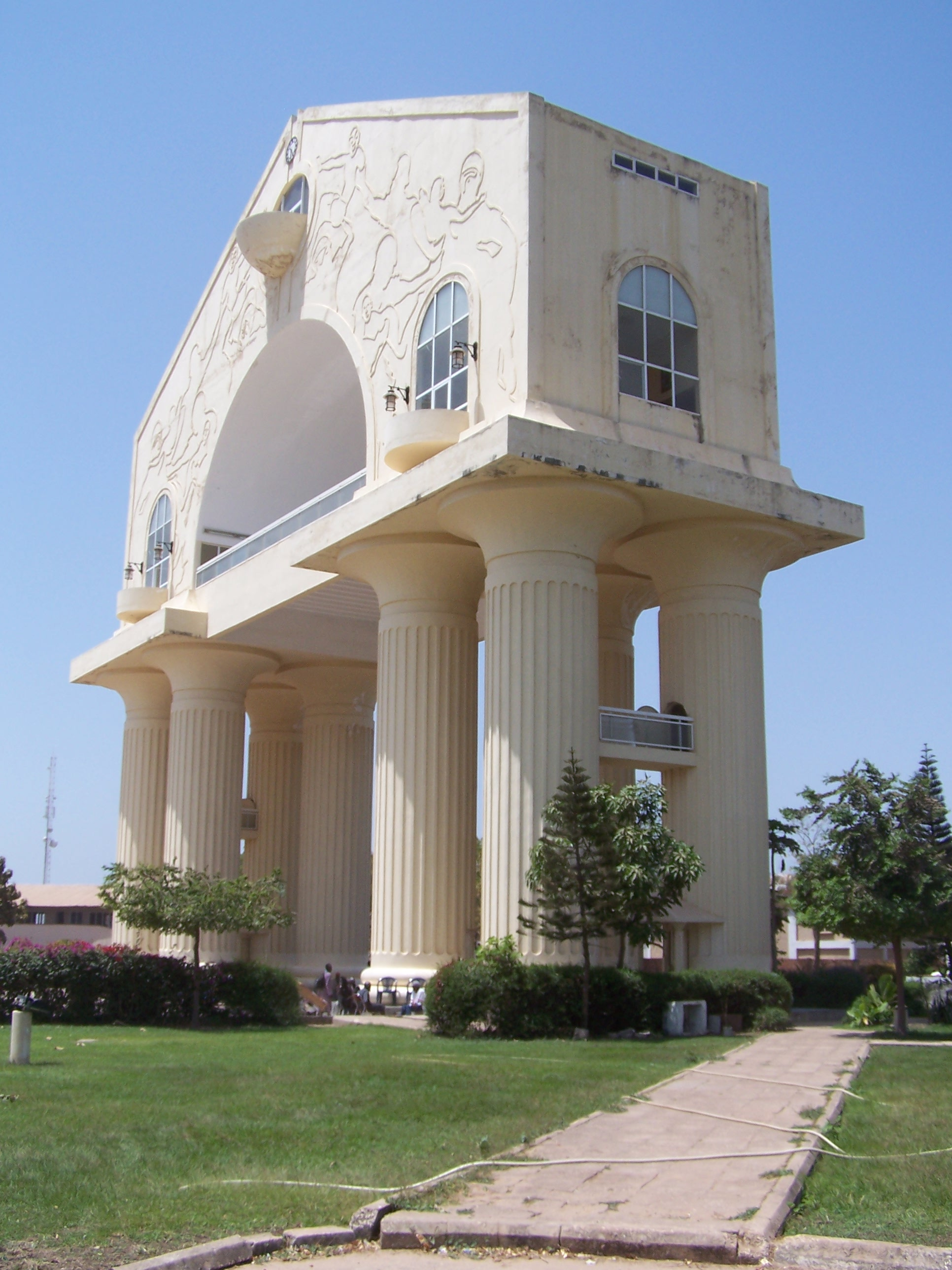
Arche 22 à Banjul

La culture de la Gambie, pays d'Afrique de l'Ouest, désigne d'abord les pratiques culturelles observables de ses 2 300 000 d'habitants (estimation 2024).

## Peuples, langues, cultures
- Langues en Gambie, Langues de Gambie
- Groupes ethniques en Gambie

## Traditions

### Religions
- Religion en Gambie (en)
- Islam en Gambie (90..95 %), Mouridisme, Marabout
- Ahmadisme en Gambie (en)
- Christianisme en Gambie (en) (3..4 %)
  - Église catholique de Gambie (en) (42 400 membres ?)
  - Diocèse anglican de Gambie (en)
  - Église de la communauté chrétienne de Canaan en Gambie (en)
- Religion sérère, Ndut (rite)
- Mythologie et religion diola (en Casamance), Samay, Kumpo, Niasse

## Société

### Éducation
- List of universities in the Gambia (en)

### Droit
- Rapport Gambie 2016-2017 d'Amnesty International
- Droit au Gambie

## Arts de la table

### Cuisine
Les gambiens aiment leur nourriture épicée comme le yassa et le domada.
- Préparation Ñaari cin : yassa, mafé, soupe kandia, domoda, kaldu, suluxu, tiou
- Préparation Been cin : thiéboudiène, riz wolof, ceebu yapp, ceebu keccax
- Cuisine sénégalaise

### Boissons traditionnelles
- Bulukutu (?), le thé de Gambie, utilisé aussi dans la médecine traditionnelle
- Ataya (thé vert), de la culture sénégalaise du thé
- Kinkeliba
- Jus de fruits : mangue, papaye, goyave, tamarinier, hibiscus (bissap)
- Dègué, dessert rafraichissant
- Vin de palme
- Honedé
- Somebi (riz au yaourt, crème fraîche)

## Santé
- Santé au Gambie
- Médecine traditionnelle

## Sport
- Sport au Gambie

## Médias
En 2016, le classement mondial sur la liberté de la presse établi chaque année par Reporters sans frontières situe la Gambie au 145e rang sur 180 pays. L'ancien chef de l'État, Yahya Jammeh, qui faisait régner un climat de terreur dans le monde du journalisme, figurait dans la liste des prédateurs de la liberté de la presse établie par RSF.

## Littérature
- Gambian literature (en)
- Écrivains gambiens
  - Alieu Ebrima Cham Joof (1924-2011)
  - Amie Bensouda (1957-), Fatou Jallow (1996-), Augusta Jawara (1924-1981), Mariama Khan (1977-)
  - Saikou S. Ceesay, Ebou Dibba (1943-2000), Sally Singhateh (1977-), Nana Grey-Johnson (1951-)
- Liste d'écrivains gambiens (en)
- Littérature en wolof, site ELLAF

## Arts de la scène

### Musique
- Musique de la Gambie (en)
- Tama (instrument)

#### Chanteurs (ou Chanteuses)
- Marie Samuel Njie
- Laba Sosseh
- Musa Ngum (en)
- Yusupha Ngum (en)

### Danse

#### Danseurs (ou Danseuses)
- Tamsier Joof Aviance

### Cinéma
- Mariama Khan (1977-), réalisatrice
- Bella Gassama, actrice
- The Exchange: Six Faces of The Gambia (2009, court-métrage)
- The Mirror Boy (2011)

## Tourisme
- Tourisme en Gambie (en)

## Patrimoine
Le programme Mémoire du monde (UNESCO, 1992) n'a rien inscrit pour ce pays dans son registre international Mémoire du monde (au 15/01/2016).

### Musées et autres institutions
- Liste de musées en Gambie.

### Liste du Patrimoine mondial
Le programme Patrimoine mondial (UNESCO, 1971) a inscrit dans sa liste du Patrimoine mondial (au 12/01/2016) : Liste du patrimoine mondial en Gambie.

### Liste représentative du patrimoine culturel immatériel de l’humanité
Le programme Patrimoine culturel immatériel (UNESCO, 2003) a inscrit dans sa liste représentative du patrimoine culturel immatériel de l’humanité (au 15/01/2016) :
- 2008 : Le Kankurang, rite d’initiation mandingue (Gambie, Casamance, (Mbour)[4].

### Discographie
- (en) Kora music from the Gambia, Smithsonian Folkways recordings, Washington, D.C., 1978
- (en)  Music from Gambia, Smithsonian Folkways recordings, Washington, D.C., 1978 (2 CD)
- Gambie : l'art de la kora, Radio-France, Paris ; Harmonia mundi, Arles, 1996

### Filmographie
- (en) Ntaaling-Ntaaling! Taaling Diimaa! : women telling stories in the Gambia, film documentaire de Ulla Fels, IWF Wissen und Medien gGmbH, Göttingen, 2003, 8 min 30 s (DVD)